# Hôpital des Enfants-Trouvés
L'hôpital des Enfants-Trouvés était un hospice, une institution religieuse parisienne d'hospitalité des enfants déshérités et abandonnés. Elle fut créée en 1638 par Vincent de Paul. 
En 1670 cette institution change complètement de statut, elle est transférée sous la responsabilité de l'Hôpital général de Paris sous la direction du Parlement de Paris.

## Histoire

### Fondation
Jusqu'au XVIIe siècle, il existe des institutions prenant en charge les orphelins. En 1363, est fondé l'hôpital du Saint-Esprit-en-Grève et, sous François Ier, l'hospice des Enfants-Rouges. En 1545, l'hôpital de la Trinité est affecté aux orphelins. Mais ne sont concernés que les enfants nés d'une union légitime. 
Les enfants trouvés sont quant à eux livrés à la charité publique. L'évêque et le chapitre de Notre-Dame les logent, à contre-cœur, dans un asile situé au port l'Évêque (port desservant la Ville l'Évêque, actuel port de la Concorde) ; puis, après 1571, dans des maisons près du port Saint-Landry.
En 1633, Vincent de Paul fonde l'ordre des Filles de la Charité pour aider les malades pauvres. D'importants dons financiers de la haute société financent l'institution. Les enfants sont confiés aux sœurs de la Charité. Un second refuge aurait été créé rue des Boulangers, près de la porte Saint-Victor. En 1645, un groupe de treize maisons situé dans le champ Saint-Laurent est acheté pour y loger les nouveau-nés.
En 1647, Anne d'Autriche attribue aux sœurs le château de Bicêtre. Malcommode et trop éloigné du centre de Paris, il est abandonné en 1651 au profit du site du faubourg Saint-Denis.
Un édit royal du 28 juin 1670 crée officiellement l'hôpital des Enfants-Trouvés et le rattache à l'Hôpital Général.

### Participations financières royales
Louis XIII le finance pour 4 000 livres, Louis XIV pour 8 000 livres, 120 000 livres lui sont allouées par le roi en 1767.

### De 1670 à 1745
Les maisons du faubourg Saint-Denis sont insuffisantes.
Le 24 septembre 1672, l'hôpital achète la maison de la Marguerite, située rue Neuve-Notre-Dame du parvis Notre-Dame sur l'île de la Cité où l'assistance aux enfants trouvés est traditionnellement implantée. La maison est abattue et à la place est érigé un corps de logis comportant « chapelle par bas [consacrée à la Sainte-Enfance de Jésus]..., deux étages carrés au-dessus de la chapelle, avec deux chambres en chaque étage ». Les travaux sont terminés à l'été 1673 et les enfants peuvent s'installer.
En 1674, une propriété est acquise rue du Faubourg-Saint-Antoine. On y envoie les enfants de plus de trois ans. De 1689 à 1698, on ne sait pourquoi, cette dernière est fermée. Les garçons et les malades des deux sexes sont alors envoyés à la Salpêtrière, et les filles à la Pitié.
Les locaux de l'île de la Cité s'avèrent rapidement trop exigus et, en 1681, l'hôpital loue à l’Hôtel-Dieu trois maisons (dites de la Croix de Fer, de la Couronne et de l'Épée).
En mars 1688, l'hôpital achète l'Image Saint-Victor de l'abbaye de Saint-Victor afin notamment d'agrandir la chapelle. Les travaux d'aménagement se font pendant le printemps 1688 et la chapelle agrandie est bénie le 3 août de cette année. Cette même année, l'hôpital essaie d'acheter à l'Hôtel-Dieu les trois maisons louées, ainsi que l'ancienne maison du Chaudron, louée par l'Hôtel-dieu aux sœurs de la Charité. Mais l'Hôtel-Dieu refuse, jaloux de cette institution amenée à lui faire perdre une partie de ses aumônes.
Cette maison porte le nom de « La Couche » et servit centre redistributeur de tous les enfants abandonnés confiés à l'administration parisienne. Elle se charge d'envoyer les bébés non sevrés en nourrice et dirige les plus grands et ceux qui, à trois ans, reviennent de la campagne vers une maison de la rue du Faubourg Saint-Antoine achetée en 1674. Dans ces locaux, incommodes, insalubres et exigus, la mortalité est très forte parmi les nouveau-nés.
De 1689 à 1698, pour une raison inconnue, le site du faubourg Saint-Antoine est fermé. Les garçons et les malades des deux sexes sont alors envoyés à la Salpêtrière, et les filles à la Pitié.
En 1690, l'hôpital des Enfants-Trouvés fusionne avec l'hôpital des Enfants-Rouges.
Un certain nombre de ces enfants trouvés sont placés en nourrice dans la commune de Chevincourt (Oise) comme l'indiquent les actes de décès dans les registres de cette commune aux XVIIe et XVIIIe siècles. Par ex. le 12/08/1698 (http://ressources.archives.oise.fr/ark:/44803/fe197cd5e0c4e2a7da149a9643301a20).
Au XVIIIe siècle, le nombre des abandonnés s'accroit. En plus des tout-petits en instance de départ, La Couche héberge une cinquantaine de grands enfants choisis parmi les plus beaux :qui sont désignés pour suivre les convois des bienfaiteurs et pour chanter dans le chœur de la cathédrale. Le bâtiment de Saint-Antoine, réutilisé, accueille près d'un millier d'enfants des deux sexes. Les autres, « les méchants, les galleux » sont répartis dans différents établissements de l'Hôpital Général.

### De 1745 à 1789
En 1745, décision est prise de construire un nouveau bâtiment à côté du site existant. Entre 1745 et 1747, douze maisons sont achetés sur les rues Neuve Notre-Dame, de Venise et Saint-Christophe. Les maisons sont détruites au fur et à mesure de leur acquisition. En janvier 1747, l’église Sainte-Geneviève-des-Ardents est abattue. Les travaux de construction du nouvel hôpital, confiés à l’architecte Germain Boffrand, commence vers 1746. La première pierre de la chapelle est posée le 26 septembre 1746. Les travaux, pas entièrement fidèles au plan initiaux, sont achevés en 1749 et le nouvel hôpital est mis en service en janvier 1750.
L'édifice est composé de deux étages, d'un demi niveau en frise surmonté d'un grand comble dans lesquels sont aménagées des mezzanines. Le bâtiment principal sur la rue Neuve Notre-Dame est long de 30 toises et profond de 13 toises et demie (environ 58 m sur 26 m). La façade est scandée par des arcades, de nombreuses lignes verticales formées par l'organisation serrée des fenêtres et des toits en surplomb. Un bâtiment en retour s'étend jusqu'à la rue Saint-Christophe. À l'intersection des deux bâtiments, est établi un pavillon d'angle dont l'architecture est similaire à ceux du collège des Quatre-Nations. Dans les plans initiaux, ce pavillon devait être précédé d'un portique sur le parvis Notre-Dame, mais celui-ci n'a jamais été réalisé. Un autre pavillon d'angle, symétrique à ce dernier, côté ouest, est également prévu dans les plans initiaux, mais il n'est construit qu'en 1837. Le bâtiment entre la rue Notre-Dame et la rue Saint-Christophe abrite un vestibule précédant la chapelle, bénie le 28 mars 1751. Cette dernière occupe toute la hauteur de l'édifice (40 pieds ou environ 13 m). Les murs intérieurs de la chapelle, très simples, ne sont dotés d'aucun élément architectural marquant. Deux peintres d’architecture vénitiens, Gaetano Brunetti et son fils Paolo Antonio, produisent un somptueux décor d'architecture en trompe-l'œil : le plafond à caissons simule une voûte antique ruinée, soutenue par des étais rustiques, envahie par des plantes et ouverte sur le ciel. Dans les quatorze panneaux, délimités par cette architecture peinte, Charles Natoire produit un riche décor sur le thème de la Crèche : les bergers quittent l’étable sur la droite et le cortège des rois mages s’avance du côté gauche ; les religieuses et leurs protégés sont représentés contemplant la scène depuis les fausses fenêtres du niveau supérieur. Ce spectaculaire décor à l’italienne fait sensation en son temps, mais du fait de la forte humidité des murs, il disparait très vite.

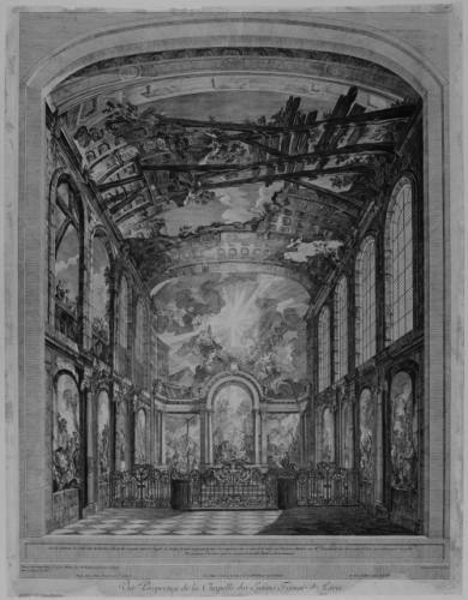
Vue de la chapelle.

Entre 1745 et 1757, les bâtiments compris dans l'îlot délimité par les rues Saint-Christophe, de la Huchette, Neuve-Notre-Dame et de Venise, y compris l'ancien hôpital des enfants trouvés et l'église Saint-Christophe, sont rasés pour dégager l'hôpital et agrandir le parvis Notre-Dame.
Aux Enfants-trouvés-de-Paris en face Notre-Dame, on recueille 312 enfants en 1670 et 7676 en 1772, c’est-à-dire environ 25 fois plus. La bonne réputation des hospices et l’anonymat de leur accueil ont dû encourager certains parents à y confier leur progéniture. Pourtant, le destin des petits y est souvent tragique : entassés, un tiers d’entre eux meurent le temps de trouver une nourrice.
Rapidement, l'hôpital de Boffand s'avère trop petit. Le principe de l'agrandissement est posé en 1780. Il est envisagé d'aménager des entresols dans le principal corps de bâtiment. Finalement, sur le rapport des architectes de l'hôpital général, Payen et Viel, il est décidé de reconstruire l'aile occidentale bordant l'impasse de Jérusalem, avec pavillon en retour sur la rue Saint-Christophe, et d'édifier un bâtiment neuf dans la cour, à côté de la chapelle, côté rue Saint-Christophe. Les travaux sont adjugés le 14 janvier 1783 et les travaux, menés par Charles-François Viel (1745-1819), sont terminés pendant l'été 1785. Les nouveaux bâtiments comportent un rez-de-chaussée, coupé d'un entresol, de trois étages et de comble. Un nouveau règlement, en date du 28 mai 1788, édicte des mesures de surveillance, d'hygiène et de sauvegarde des nouveau-nés, qui avaient été approuvées par la faculté de médecine. De nouvelles salles sont alors aménagées pour les enfants au second étage de l'aile de Jérusalem.

Plan de Vaugondy (1760)
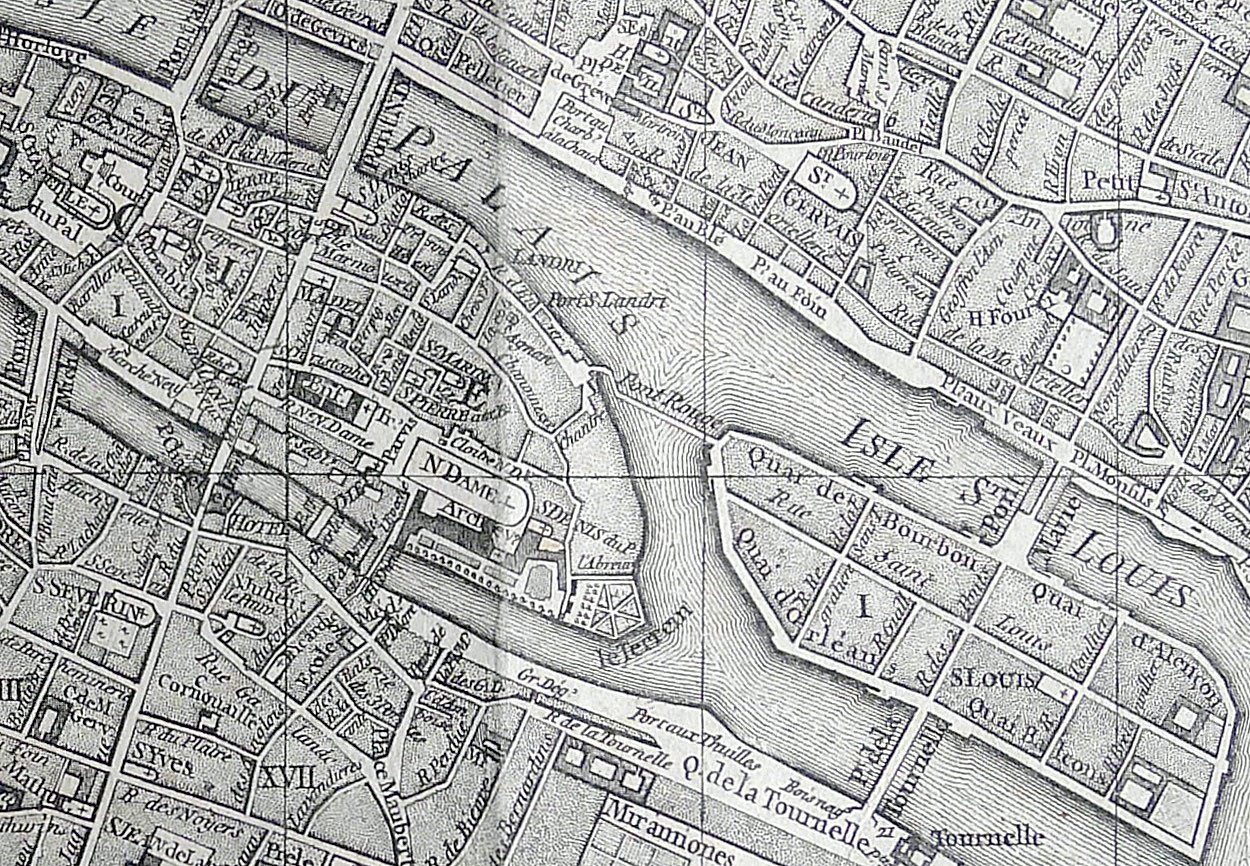
Le site de l'île de la Cité.
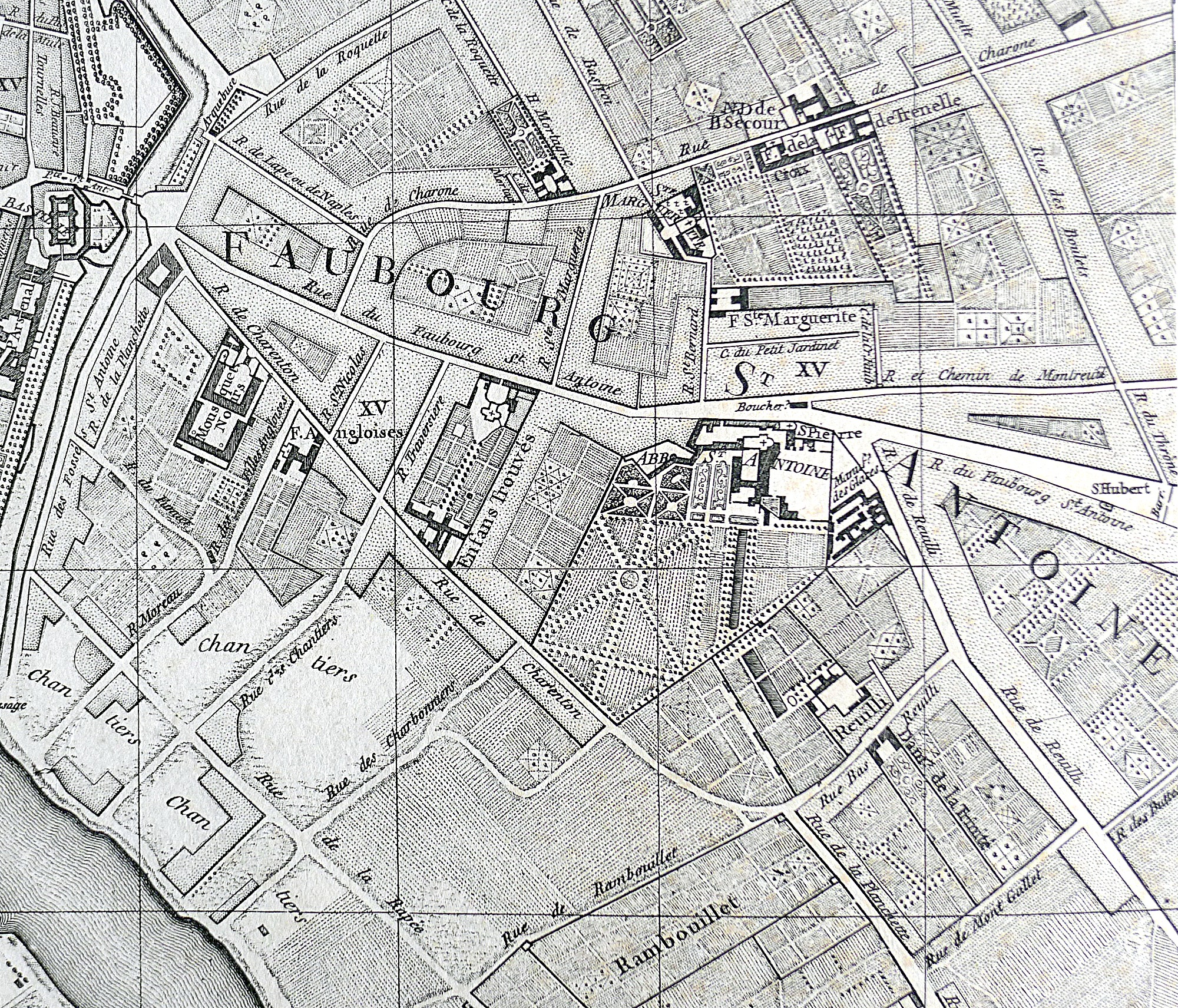
Le site du faubourg Saint-Antoine.

### AuXIXesiècle
Le bâtiment de l'île de la Cité accueille le bureau de l'assistance publique au début du XIXe siècle. En 1837-1838, les maisons comprises entre l'impasse de Jérusalem et les rues Neuve Notre-Dame, du Marché-Palu (rue de la Cité) et Saint-Christophe sont rasées et le pavillon occidental du bâtiment est érigé. En 1874, le bâtiment est détruit pour élargir le parvis Notre-Dame et dégager la vue sur les nouveaux locaux de Hôtel-Dieu et sur la caserne de la Cité,.

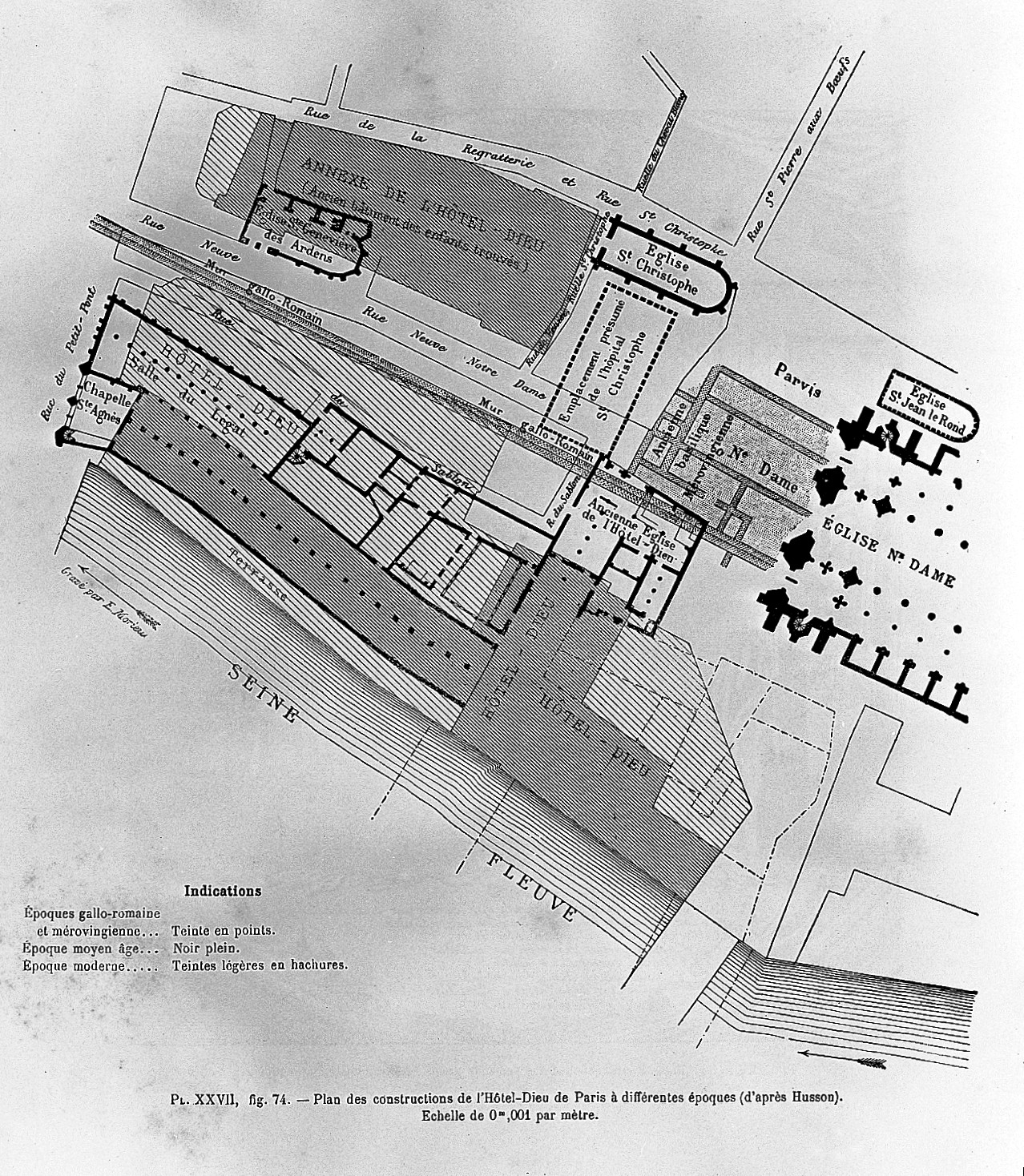
Plan des constructions de l'Hôtel-Dieu à différentes époques (d'après Husson) montrant l'emplacement de l'ancien bâtiment des Enfants-Trouvés du parvis après son extension dans les années 1830.

Les locaux du faubourg Saint-Antoine deviennent l'hospice des orphelins,, plus tard renommée hôpital Armand-Trousseau (situé jusqu'au début du XXe siècle à l'emplacement de l'actuel square Trousseau).
En 1800, les anciens locaux de l'institution de l'Oratoire, au no 74 rue d'Enfer (actuelle avenue Denfert-Rochereau), accueillent un nouvel hôpital pour enfants assistés. Il devient par la suite l'hôpital Saint-Vincent-de-Paul.